# Quarante-quatrième district congressionnel de Californie
Le 44e district congressionnel de Californie est un district de l'État de Californie. Le district est centré sur le sud de Los Angeles et la région du Port de Los Angeles. Il est actuellement représenté par la Démocrate Nanette Barragán. Le 44e district a été créé à la suite du cycle de redécoupage après le recensement de 1980.
Le 44e district est composé de ces villes et communautés : Carson, Compton, East Compton, East Rancho Dominguez, Lakewood, Lynwood, North Long Beach, San Pedro, South Gate, Watts, Walnut Park, West Rancho Dominguez, Willowbrook et Wilmington.
Le district est situé dans la partie sud de l'État et comprend une partie du Comté de Los Angeles. Les limites actuelles du district sont délimitées par l'Autoroute 110 à l'ouest et tournent à droite vers l'intérieur en suivant l'autoroute 105. En suivant S. Central Avenue vers le nord, elle zigzague ensuite jusqu'à Florence Ave à son sommet. Sa frontière orientale s'étend principalement le long de l'autoroute 710 jusqu'à atteindre l'océan Pacifique.

## Géographie
| #  | Comté       | Siège       | Population |
| -- | ----------- | ----------- | ---------- |
| 37 | Los Angeles | Los Angeles | 9 861 224  |

À partir du redécoupage de 2020, le 44e district congressionnel de Californie est situé dans la région de South Bay du Comté de Los Angeles.
Le Comté de Los Angeles est divisé entre ce district, le 36e district, le 43e district et le 42e district. Les 44e et 36e sont divisés par Sepulveda Blvd, Normandie Ave, Frampton Ave, 253rd St, 255th St, Belle Porte Ave, 256th St, 1720 256th St-1733 256th St, 1701 257th St-1733 257th St, 1734 257th St-W 262nd St, Ozone Ave, 263rd St, 26302 Alta Vista Ave-26356 Alta Vista Ave, Pineknoll Ave, Leesdale Ave, Highway 213, Palos Verde Dr N, 26613 Leesdale Ave-Navy Field, S Western Ave, Westmont Dr, Eastview Park, Mt Rose Rd/Amelia Ave, 1102 W Bloomwood Rd-1514 Caddington Dr, N Western Ave, W Summerland St, N Enrose Ave/Miraleste Dr, Miraleste Dr, Martin J. Bogdanovich Recreation Center and Park, et Shoreline Park.
Les 44e et 42e sont divisées par S Alameda St, Southern Pacific Railroad, Ardmore Ave, Long Beach Blvd, Pacific Blvd, Cudahy St, 2622 Cudahy St-3211 Santa Ana St, Santa Ana St, Salt Lake Ave, Patata St, 7038 Dinwiddie St-10112 Karmont Ave, Imperial Highway, Old River School Rd, Union Pacific Railroad, Gardendale St, Century Blvd, Highway 19. Laurel St, Clark Ave, Beach St, Bellflower Blvd, E Carson St, Woodruff Ave, Gonda Ave, E Wardlow Rd, N Los Coyotes Diagonal, McNab Ave, E Spring St, E Harvey Way, Faculty Ave, E Carson St, Norse Way, Lakewood Golf Course, Cover St, E 36th St, Cherry Ave, Atlantic Ave, E Willow St, Long Beach Blvd, Highway 1, Oregon Ave, W Anaheim St, Los Angeles River, Canal Ave, W 19th St, Santa Fe Ave, Seabright Ave, W 25th St, W Willow St, Middle Rd-East Rd, 2300 E Pacific Coast Highway-W Anaheim St, E Anaheim St-Cerritos Channel, Piers S Ave, Highway 47, and Navy Mole Rd.
Les 44e et 43e sont divisées par Alameda St, E 103rd St, Mona Blvd, E 107th Pl, E 108th St, S Alameda St, Highway 105, Mona Blvd, Santa Fe Ave, E Stockton Ave, N Bullis Rd, Palm Ave/E Killen Pl, N Thorson Ave, McMillan St, Waldorf Dr/N Castlegate Ave, S Gibson Ave, Wright Rd, E Rosecrans Ave, Highway 710, Somerset Blvd, Myrrh St, Hunsake Ave, Alondra Blvd, E Greenleaf Blvd, Main Campus Dr, S Susana Rd, Highway 91, Highway 47, Calle Anita, 2605 Homestead Pl-266 W Apras St, 255 W Victoria St-18300 S Wilmington Ave, W Victoria St, Central Ave, Lincoln Memorial Park, 2600 W Billings St-2973 W Caldwell St, Malloy Ave/S Clymar Ave, W Alondra Blvd, S Figueroa St, W 182nd St, Electric St, and S Western Ave.
Le 44e district englobe les villes de Carson, Paramount, South Gate, Lynwood, le quartier ouest de Lakewood, le quartier North Long Beach de Long Beach, les quartiers de Los Angeles de San Pedro et Wilmington et la census-designated place de West Carson.

### Villes et CDP de 10 000 personnes ou plus
- Los Angeles - 3 820 914
- Long Beach - 466 742
- Carson - 95 558
- South Gate - 92 726
- Lakewood - 82 496
- Bellflower - 79 190
- Lynwood - 67 265
- Paramount - 53 733
- West Carson - 22 870

## Historique de vote
| Année | Poste                              | Résultats                      |
| ----- | ---------------------------------- | ------------------------------ |
| 1990  | Gouverneur                         | Wilson 46,6 % - 46,1 %         |
| 1992  | Président                          | Clinton 40,6 % - 35,7 %        |
| 1992  | Sénateur                           | Herschensohn 50,4 % - 39,6 %   |
| 1992  | Sénateur (Spéciale)                | Feinstein 46,5 % - 44,1 %      |
| 1994  | Gouverneur                         | Wilson 64,2 % - 31,5 %         |
| 1994  | Sénateur                           | Huffington 55,4 % – 35,6 %     |
| 1996  | Président                          | Dole 44,6 % - 44,1 %           |
| 1998  | Gouverneur                         | Davis 52,2 % - 44,9 %          |
| 1998  | Sénateur                           | Fong 49,2 % – 46,7 %           |
| 2000  | Président                          | Bush 49,4 % - 46,9 %           |
| 2000  | Sénateur                           | Feinstein 51,0 % - 42,7 %      |
| 2002  | Gouverneur                         | Simon 55,4 % - 37,0 %          |
| 2003  | Recall,                            | Oui 72,2 % - 27,8 %            |
| 2003  | Recall,                            | Schwarzenegger 62.6% - 19.3%   |
| 2004  | Président                          | Bush 59,0 % - 39,9 %           |
| 2004  | Sénateur                           | Jones 50,5 % - 44,9 %          |
| 2006  | Gouverneur                         | Schwarzenegger 66,8 % - 28,4 % |
| 2006  | Sénateur                           | Mountjoy 48,3 % - 46,4 %       |
| 2008  | Président                          | Obama 49,5 % - 48,6 %          |
| 2010  | Gouverneur                         | Whitman 52,9 % - 40,8 %        |
| 2010  | Sénateur                           | Fiorina 55,4 % - 38,6 %        |
| 2012  | President                          | Obama 84,7 % - 13,6 %          |
| 2012  | Sénateur                           | Feinstein 84,7 % - 15,3 %      |
| 2014  | Gouverneur                         | Brown 79,9 % – 20,1 %          |
| 2016  | Président                          | Clinton 83,0 % - 12,3 %        |
| 2016  | Sénateur                           | Harris 54,6 % - 45,4 %         |
| 2018  | Gouverneur                         | Newsom 81,4 % – 18,6 %         |
| 2018  | Lieutenant-Gouverneur              | Hernandez 50,4 % - 49,6 %      |
| 2018  | Secrétaire d'État                  | Padilla 84,3 % - 15,7 %        |
| 2018  | Contrôleur                         | Yee 84,5 % - 18,6 %            |
| 2018  | Trésorier                          | Ma 83,6 % - 16,4 %             |
| 2018  | Procureur Général                  | Becerra 84,0 % - 16,0 %        |
| 2018  | Commissaire aux Assurances         | Lara 76,9 % - 23,1 %           |
| 2018  | Board of Equalization, 3e district | Vasquez 81,5 % - 18,5 %        |
| 2018  | Sénateur                           | Feinstein 57,2 % – 42,8 %      |
| 2020  | Président                          | Biden 78,4 % - 19,2 %          |
| 2021  | Rappel                             | Non 80,0 % - 20,0 %            |
| 2022  | Gouverneur                         | Newsom 69,5 % - 30,5 %         |
| 2022  | Sénateur                           | Padilla 71,7 % - 28,3 %        |
| 2022  | Sénateur (Spréciale)               | Padilla 71,2 % - 28,8 %        |

## Liste des Représentants du district
| Membre                           | Parti       | Années                           | Congrès     | Histoire électorale | Zone géographique                                                     |
| -------------------------------- | ----------- | -------------------------------- | ----------- | --- | --------------------------------------------------------------------- |
| District créée le 3 janvier 1983 |             |                                  |             | |                                                                       |
| Jim Bates (en)                   | Démocrate   | 3 janvier 1983 - 3 janvier 1991  | 98e - 101e  | Élu en 1982. Réélu en 1984. Réélu en 1986. Réélu en 1988. Pers sa réélection.                                                                               | 1983–1993 San Diego (San Diego)                                       |
| John V. Tunney (en)              | Républicain | 3 janvier 1991 - 3 janvier 1993  | 102e        | Élu en 1990. Redécoupage vers le 51e district. | 1983–1993 San Diego (San Diego)                                       |
| Al McCandless (en)               | Républicain | 3 janvier 1993 - 3 janvier 1995  | 103e        | Redécoupage depuis le 37e district et réélu en 1992. Retrait.                                                                                               | 1993–2003 Riverside                                                   |
| Sonny Bono                       | Républicain | 3 janvier 1995 - 5 janvier 1998  | 104e - 105e | Élu en 1994. Réélu en 1996. Décès. | 1993–2003 Riverside                                                   |
| Vacant                           | Vacant      | 5 janvier 1998 - 7 avril 1998    | 105e        | | 1993–2003 Riverside                                                   |
| Mary Bono (en)                   | Républicain | 7 avril 1998 - 3 janvier 2003    | 105e - 107e | Élue pour terminer le mandat de son mari. Réélue en 1998. Réélue en 2000. Redécoupage vers le 45e district.                                                 | 1993–2003 Riverside                                                   |
| Ken Calvert                      | Républicain | 3 janvier 2003 - 3 janvier 2013  | 108e - 112e | Redécoupage depuis le 43e district et réélu en 2002. Réélu en 2004. Réélu en 2006. Réélu en 2008. Réélu en 2010. Redécoupage vers le 42e district.          | 2003–2013 Orange (San Clemente), Riverside (Corona, Riverside)        |
| Janice Hahn                      | Démocrate   | 3 janvier 2013 - 4 décembre 2016 | 113e , 114e | Redécoupage depuis le 36e district et réélue en 2012. Réélue en 2014. Démissionne lorsqu'elle est élue au Conseil des Superviseurs du Comté de Los Angeles. | 2013–2023 Los Angeles (Carson, Compton, San Pedro)                    |
| Vacant                           | Vacant      | 4 décembre 2016 - 3 janvier 2017 | 114e        | | 2013–2023 Los Angeles (Carson, Compton, San Pedro)                    |
| Nanette Barragán                 | Democratic  | 3 janvier 2017 - en cours        | 115e - 119e | Élue en 2016. Réélue en 2018. Réélue en 2020. Réélue en 2022. Réélue en 2024.                                                                               | 2013–2023 Los Angeles (Carson, Compton, San Pedro)                    |
| Nanette Barragán                 | Democratic  | 3 janvier 2017 - en cours        | 115e - 119e | Élue en 2016. Réélue en 2018. Réélue en 2020. Réélue en 2022. Réélue en 2024.                                                                               | 2023–present Comté de Los Angeles (Carson, San Pedro, and South Gate) |

## Résultats des récentes élections
Voici le résultats des dix précédents cycles électoraux dans le district.

### 2004
| Élection de 2004 du 44e district congressionnel de Californie | Élection de 2004 du 44e district congressionnel de Californie | Élection de 2004 du 44e district congressionnel de Californie | Élection de 2004 du 44e district congressionnel de Californie | Élection de 2004 du 44e district congressionnel de Californie |
| ------------------------------------------------------------- | ------------------------------------------------------------- | ------------------------------------------------------------- | ------------------------------------------------------------- | ------------------------------------------------------------- |
| Parti                                                         | Parti                                                         | Candidat                                                      | Votes                                                         | %                                                             |
|                                                               | Républicain                                                   | Ken Calvert (sortant)                                         | 138 768                                                       | 61,7                                                          |
|                                                               | Démocrate                                                     | Louis Vandenberg                                              | 78 796                                                        | 35,0                                                          |
|                                                               | Paix et Liberté                                               | Kevin Akin                                                    | 7559                                                          | 3,3                                                           |
| Total des votes                                               | Total des votes                                               | Total des votes                                               | 225 123                                                       | 100%                                                          |
|                                                               | Les Républicains conservent                                   |                                                               |                                                               |                                                               |

### 2006
| Élection de 2006 du 44e district congressionnel de Californie | Élection de 2006 du 44e district congressionnel de Californie | Élection de 2006 du 44e district congressionnel de Californie | Élection de 2006 du 44e district congressionnel de Californie | Élection de 2006 du 44e district congressionnel de Californie |
| ------------------------------------------------------------- | ------------------------------------------------------------- | ------------------------------------------------------------- | ------------------------------------------------------------- | ------------------------------------------------------------- |
| Parti                                                         | Parti                                                         | Candidat                                                      | Votes                                                         | %                                                             |
|                                                               | Républicain                                                   | Ken Calvert (sortant)                                         | 89 555                                                        | 60,0                                                          |
|                                                               | Démocrate                                                     | Louis Vandenberg                                              | 55 275                                                        | 37,0                                                          |
|                                                               | Paix et Liberté                                               | Kevin Akin                                                    | 4486                                                          | 3,0                                                           |
| Total des votes                                               | Total des votes                                               | Total des votes                                               | 149 316                                                       | 100%                                                          |
|                                                               | Les Républicains conservent                                   |                                                               |                                                               |                                                               |

### 2008
| Élection de 2008 du 44e district congressionnel de Californie | Élection de 2008 du 44e district congressionnel de Californie | Élection de 2008 du 44e district congressionnel de Californie | Élection de 2008 du 44e district congressionnel de Californie | Élection de 2008 du 44e district congressionnel de Californie |
| ------------------------------------------------------------- | ------------------------------------------------------------- | ------------------------------------------------------------- | ------------------------------------------------------------- | ------------------------------------------------------------- |
| Parti                                                         | Parti                                                         | Candidat                                                      | Votes                                                         | %                                                             |
|                                                               | Républicain                                                   | Ken Calvert (sortant)                                         | 129 937                                                       | 51,2                                                          |
|                                                               | Démocrate                                                     | Bill Hedrick                                                  | 123 890                                                       | 48,8                                                          |
| Total des votes                                               | Total des votes                                               | Total des votes                                               | 253 827                                                       | 100%                                                          |
|                                                               | Les Républicains conservent                                   |                                                               |                                                               |                                                               |

### 2010
| Élection de 2010 du 44e district congressionnel de Californie | Élection de 2010 du 44e district congressionnel de Californie | Élection de 2010 du 44e district congressionnel de Californie | Élection de 2010 du 44e district congressionnel de Californie | Élection de 2010 du 44e district congressionnel de Californie |
| ------------------------------------------------------------- | ------------------------------------------------------------- | ------------------------------------------------------------- | ------------------------------------------------------------- | ------------------------------------------------------------- |
| Parti                                                         | Parti                                                         | Candidat                                                      | Votes                                                         | %                                                             |
|                                                               | Républicain                                                   | Ken Calvert (sortant)                                         | 107 482                                                       | 55,7                                                          |
|                                                               | Démocrate                                                     | Bill Hedrick                                                  | 85 784                                                        | 44,3                                                          |
| Total des votes                                               | Total des votes                                               | Total des votes                                               | 193 266                                                       | 100%                                                          |
|                                                               | Les Républicains conservent                                   |                                                               |                                                               |                                                               |

### 2012
| Élection de 2012 du 44e district congressionnel de Californie | Élection de 2012 du 44e district congressionnel de Californie | Élection de 2012 du 44e district congressionnel de Californie | Élection de 2012 du 44e district congressionnel de Californie | Élection de 2012 du 44e district congressionnel de Californie |
| ------------------------------------------------------------- | ------------------------------------------------------------- | ------------------------------------------------------------- | ------------------------------------------------------------- | ------------------------------------------------------------- |
| Parti                                                         | Parti                                                         | Candidat                                                      | Votes                                                         | %                                                             |
|                                                               | Démocrate                                                     | Janice Hahn (sortante)                                        | 99 909                                                        | 60,2                                                          |
|                                                               | Démocrate                                                     | Laura Richardson (sortante)                                   | 65 989                                                        | 39,8                                                          |
| Total des votes                                               | Total des votes                                               | Total des votes                                               | 165 898                                                       | 100%                                                          |
|                                                               | Les Démocrates conservent                                     |                                                               |                                                               |                                                               |

### 2014
| Élection de 2014 du 44e district congressionnel de Californie | Élection de 2014 du 44e district congressionnel de Californie | Élection de 2014 du 44e district congressionnel de Californie | Élection de 2014 du 44e district congressionnel de Californie | Élection de 2014 du 44e district congressionnel de Californie |
| ------------------------------------------------------------- | ------------------------------------------------------------- | ------------------------------------------------------------- | ------------------------------------------------------------- | ------------------------------------------------------------- |
| Parti                                                         | Parti                                                         | Candidat                                                      | Votes                                                         | %                                                             |
|                                                               | Démocrate                                                     | Janice Hahn (sortante)                                        | 59 670                                                        | 86,7                                                          |
|                                                               | Paix et Liberté                                               | Adam Shbeita                                                  | 9192                                                          | 13,3                                                          |
| Total des votes                                               | Total des votes                                               | Total des votes                                               | 68 862                                                        | 100%                                                          |
|                                                               | Les Démocrates conservent                                     |                                                               |                                                               |                                                               |

### 2016
| Élection de 2016 du 44e district congressionnel de Californie | Élection de 2016 du 44e district congressionnel de Californie | Élection de 2016 du 44e district congressionnel de Californie | Élection de 2016 du 44e district congressionnel de Californie | Élection de 2016 du 44e district congressionnel de Californie |
| ------------------------------------------------------------- | ------------------------------------------------------------- | ------------------------------------------------------------- | ------------------------------------------------------------- | ------------------------------------------------------------- |
| Parti                                                         | Parti                                                         | Candidat                                                      | Votes                                                         | %                                                             |
|                                                               | Démocrate                                                     | Nanette Barragan                                              | 93 124                                                        | 52,2                                                          |
|                                                               | Démocrate                                                     | Isadore Hall                                                  | 85 289                                                        | 47,8                                                          |
| Total des votes                                               | Total des votes                                               | Total des votes                                               | 178 413                                                       | 100%                                                          |
|                                                               | Les Démocrates conservent                                     |                                                               |                                                               |                                                               |

### 2018
| Élection de 2018 du 44e district congressionnel de Californie | Élection de 2018 du 44e district congressionnel de Californie | Élection de 2018 du 44e district congressionnel de Californie | Élection de 2018 du 44e district congressionnel de Californie | Élection de 2018 du 44e district congressionnel de Californie |
| ------------------------------------------------------------- | ------------------------------------------------------------- | ------------------------------------------------------------- | ------------------------------------------------------------- | ------------------------------------------------------------- |
| Parti                                                         | Parti                                                         | Candidat                                                      | Votes                                                         | %                                                             |
|                                                               | Démocrate                                                     | Nanette Barragan (sortante)                                   | 97 944                                                        | 68,3                                                          |
|                                                               | Démocrate                                                     | Aja Brown (retrait)                                           | 45 378                                                        | 31,7                                                          |
| Total des votes                                               | Total des votes                                               | Total des votes                                               | 143 322                                                       | 100%                                                          |
|                                                               | Les Démocrates conservent                                     |                                                               |                                                               |                                                               |

### 2020
| Élection de 2020 du 44e district congressionnel de Californie | Élection de 2020 du 44e district congressionnel de Californie | Élection de 2020 du 44e district congressionnel de Californie | Élection de 2020 du 44e district congressionnel de Californie | Élection de 2020 du 44e district congressionnel de Californie |
| ------------------------------------------------------------- | ------------------------------------------------------------- | ------------------------------------------------------------- | ------------------------------------------------------------- | ------------------------------------------------------------- |
| Parti                                                         | Parti                                                         | Candidat                                                      | Votes                                                         | %                                                             |
|                                                               | Démocrate                                                     | Nanette Barragan (sortante)                                   | 139 661                                                       | 67,8                                                          |
|                                                               | Démocrate                                                     | Analilia Joya                                                 | 66 375                                                        | 32,2                                                          |
| Total des votes                                               | Total des votes                                               | Total des votes                                               | 206 036                                                       | 100%                                                          |
|                                                               | Les Démocrates conservent                                     |                                                               |                                                               |                                                               |

### 2022
| Primaire Jungle 2022 du 44e district congressionnel de Californie | Primaire Jungle 2022 du 44e district congressionnel de Californie | Primaire Jungle 2022 du 44e district congressionnel de Californie | Primaire Jungle 2022 du 44e district congressionnel de Californie | Primaire Jungle 2022 du 44e district congressionnel de Californie |
| ----------------------------------------------------------------- | ----------------------------------------------------------------- | ----------------------------------------------------------------- | ----------------------------------------------------------------- | ----------------------------------------------------------------- |
| Parti                                                             | Parti                                                             | Candidat                                                          | Votes                                                             | %                                                                 |
|                                                                   | Démocrate                                                         | Nanette Barragan (sortante)                                       | 58 594                                                            | 68,7                                                              |
|                                                                   | Républicain                                                       | Paul Irving Jones                                                 | 20 569                                                            | 24,1                                                              |
|                                                                   | Démocrate                                                         | Morris Griffin                                                    | 6110                                                              | 7,2                                                               |

| Élection de 2022 du 44e district congressionnel de Californie | Élection de 2022 du 44e district congressionnel de Californie | Élection de 2022 du 44e district congressionnel de Californie | Élection de 2022 du 44e district congressionnel de Californie | Élection de 2022 du 44e district congressionnel de Californie |
| ------------------------------------------------------------- | ------------------------------------------------------------- | ------------------------------------------------------------- | ------------------------------------------------------------- | ------------------------------------------------------------- |
| Parti                                                         | Parti                                                         | Candidat                                                      | Votes                                                         | %                                                             |
|                                                               | Démocrate                                                     | Nanette Barragan (sortante)                                   | 100 160                                                       | 72,2                                                          |
|                                                               | Républicain                                                   | Paul Irving Jones                                             | 38 554                                                        | 27,8                                                          |
| Total des votes                                               | Total des votes                                               | Total des votes                                               | 138 714                                                       | 100 %                                                         |
|                                                               | Les Démocrates conservent                                     |                                                               |                                                               |                                                               |

### 2024
| Primaire Jungle 2024 du 44e district congressionnel de Californie | Primaire Jungle 2024 du 44e district congressionnel de Californie | Primaire Jungle 2024 du 44e district congressionnel de Californie | Primaire Jungle 2024 du 44e district congressionnel de Californie | Primaire Jungle 2024 du 44e district congressionnel de Californie |
| ----------------------------------------------------------------- | ----------------------------------------------------------------- | ----------------------------------------------------------------- | ----------------------------------------------------------------- | ----------------------------------------------------------------- |
| Parti                                                             | Parti                                                             | Candidat                                                          | Votes                                                             | %                                                                 |
|                                                                   | Démocrate                                                         | Nanette Barragan (sortante)                                       | 63 622                                                            | 70,8                                                              |
|                                                                   | Républicain                                                       | Roger Groh                                                        | 26 188                                                            | 29,2                                                              |

| Élection de 2024 du 44e district congressionnel de Californie | Élection de 2024 du 44e district congressionnel de Californie | Élection de 2024 du 44e district congressionnel de Californie | Élection de 2024 du 44e district congressionnel de Californie | Élection de 2024 du 44e district congressionnel de Californie |
| ------------------------------------------------------------- | ------------------------------------------------------------- | ------------------------------------------------------------- | ------------------------------------------------------------- | ------------------------------------------------------------- |
| Parti                                                         | Parti                                                         | Candidat                                                      | Votes                                                         | %                                                             |
|                                                               | Démocrate                                                     | Nanette Barragan (sortante)                                   | 164 765                                                       | 71,4                                                          |
|                                                               | Républicain                                                   | Roger Groh                                                    | 66 087                                                        | 28,6                                                          |
| Total des votes                                               | Total des votes                                               | Total des votes                                               | 230 852                                                       | 100 %                                                         |
|                                                               | Les Démocrates conservent                                     |                                                               |                                                               |                                                               |

## Frontières historique du district
Ce qui était autrefois le 44e district congressionnel est aujourd'hui le 50e district congressionnel de Californie.
Dans les années 1980, le 44e district était l'un des quatre qui divisaient San Diego. Il couvrait certaines des parties nord et est du Comté de San Diego. Le district était détenu depuis huit ans par le Démocrate Jim Bates et était considéré comme le district le plus démocrate de la région de San Diego. Cependant, Bates a été embourbé dans un scandale impliquant des accusations de harcèlement sexuel. Randy "Duke" Cunningham a remporté l'investiture républicaine et a martelé Bates à propos du scandale. Il n'a gagné que d'un point, ce qui signifie que la région de San Diego n'était entièrement représentée que par les républicains pour la deuxième fois seulement depuis que la ville a été divisée en trois districts après le recensement américain de 1960.
Lors du recensement américain de 1990, le district a été renuméroté en 51e district congressionnel, et une grande partie de sa part de San Diego a été déplacée vers le nouveau 50e district congressionnel.

### 2003 - 2013
Entre 2003 et 2013, le 44e district couvrait une zone du Sud de la Californie depuis San Clemente dans le Comté d'Orange sur la côte, du nord au nord-est à l'intérieur des terres jusqu'au Comté de Riverside, y compris les villes de Corona, Norco, Rubidoux et Riverside.